# Osieczna (przystanek kolejowy)
Osieczna – nieistniejący przystanek w Osiecznej w powiecie starogardzkim.

## Położenie
Stacja jest położona w południowej części Osiecznej.

## Historia

### 1902-1945
Kolej dotarła do Osiecznej w sierpniu 1908 roku jako przedłużenie linii Smętowo - Skórcz.

### po 1989
W 1994 roku zawieszono pociągi pasażerskie na trasie Skórcz - Szlachta, a w 1999 roku linia łącząca Szlachtę ze Skóczem została pozbawiona ruch towarowego. 

## Linia kolejowa
Przez Osieczną przebiegała lokalna linia kolejowa 238 łącząca Myślice - Szlachtą. Odcinek ten został wykreślony z ewidencji PKP PLK.

## Pociągi

### Pociągi osobowe
Obecnie nie kursują.

### Ruch towarowy
Obecnie nie kursują.

## Infrastruktura

### Dworzec
Budynek dworca jest wielobryłowy. Został zbudowany z cegły i jest kryty dachówką. Główna część jest piętrowa. Do dworca przylega magazyn.

### Peron
Peron ma nawierzchnię z płyt chodnikowych i jest niezadaszony.